# Idiocerus taxodium
Idiocerus taxodium är en insektsart som beskrevs av Delong 1924. Idiocerus taxodium ingår i släktet Idiocerus och familjen dvärgstritar. Inga underarter finns listade i Catalogue of Life.